# André Michaux
André Michaux (Versalhes, 8 de março de 1746 — 11 de outubro de 1802) foi um botânico e explorador francês. Ele é mais conhecido por seu estudo da flora norte-americana. Além disso, Michaux coletou espécimes na Inglaterra, Espanha, França e até na Pérsia. Seu trabalho foi parte de um esforço europeu maior para reunir conhecimento sobre o mundo natural. As contribuições de Michaux incluem Histoire des chênes de l'Amérique (1801; "Os Oaks da America do Norte") e Flora Boreali-Americana (1803; "A Flora America do Norte"), que continuou a ser referências botânicas até o século XIX. Seu filho, François André Michaux, também se tornou um botânico.

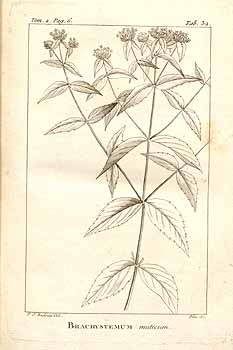
Brachystemum miticum por Pierre-Joseph Redouté da Flora Boreali-Americana

## Biografia

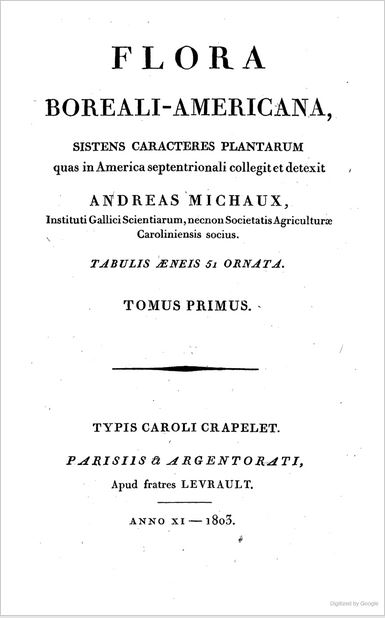
Página de rosto da Flora Boreali-Americana: sistens caracteres plantarum, Volume 1

Michaux nasceu em Satory, parte de Versalhes, Yvelines, onde seu pai administrava terras agrícolas na propriedade do rei. Michaux foi treinado em ciências agrícolas, prevendo que um dia assumiria as funções de seu pai, e recebeu uma educação clássica básica do século XVIII, incluindo latim e um pouco de grego, até os quatorze anos. Em 1769, ele se casou com Cecil Claye, filha de um próspero fazendeiro; ela morreu um ano depois, dando à luz seu filho, François André. Michaux então começou a estudar botânica e tornou-se aluno de Bernard de Jussieu. Em 1779 ele passou um tempo estudando botânica na Inglaterra, e em 1780 ele explorou Auvergne, os Pireneus e norte da Espanha. Em 1782 ele foi enviado pelo governo francês como secretário do cônsul francês em uma missão botânica na Pérsia. Sua jornada começou desfavoravelmente, pois foi roubado todo o seu equipamento, exceto seus livros; mas ele ganhou apoio influente na Pérsia depois de curar o xá de uma doença perigosa. Depois de dois anos, ele retornou à França com um excelente herbário e também introduziu numerosas plantas orientais nos jardins botânicos da França.
André Michaux foi nomeado por Luís XVI como botânico real sob o Diretor Geral dos Bâtiments du Roi e enviado aos Estados Unidos em 1785 com um salário anual de 2 000 libras, para fazer a primeira investigação organizada de plantas que pudessem ter valor em francês construção e carpintaria, medicina e agricultura. Ele viajou com seu filho François André Michaux (1770–1855) através do Canadá e dos Estados Unidos. Em 1786, Michaux tentou estabelecer um jardim hortícola de trinta acres em Bergen's Wood nas Hudson Palisades perto de Hackensack, New Jersey. O jardim, supervisionado por Pierre-Paul Saunier, do Jardin des Plantes, em Paris, que emigrou com Michaux, fracassou por causa dos invernos rigorosos. Em 1787, Michaux estabeleceu e manteve por uma década um jardim botânico de 111 acres perto do que hoje é a Aviation Avenue em North Charleston, Carolina do Sul, de onde fez muitas expedições a várias partes da América do Norte. Michaux descreveu e nomeou muitas espécies da América do Norte durante este tempo. Entre 1785 e 1791, ele despachou noventa caixas de plantas e muitas sementes para a França. Ao mesmo tempo, ele introduziu na América muitas espécies de várias partes do mundo, incluindo camélia, chá de azeitona e murta crepe.
Após o colapso da monarquia francesa, André Michaux, que era um botânico real, perdeu sua fonte de renda. Ele ativamente pressionou a American Philosophical Society para apoiar sua próxima exploração. Seus esforços foram recompensados e, no início de 1793, Thomas Jefferson pediu-lhe para empreender uma expedição de exploração para o oeste, semelhante à Expedição Lewis e Clark, conduzida por Meriwether Lewis e William Clark uma década depois. Na época da expedição planejada de Michaux, Lewis era um protegido de Jefferson, de 18 anos, que pediu para ser incluído na expedição e foi recusado por Jefferson.
Antes de Michaux partir, entretanto, ele se ofereceu para ajudar o ministro francês para a América, Edmond-Charles Genet. Genet estava se envolvendo em atos de guerra contra os interesses navais ingleses e espanhóis, agravando as relações entre a América, a Inglaterra e a Espanha. George Rogers Clark ofereceu-se para organizar e liderar uma milícia para tomar o território da Louisiana aos espanhóis. A missão de Michaux era avaliar o plano de Clark e coordenar as ações de Clark e Genet. Michaux foi para o Kentucky, mas, sem fundos adequados, Clark não conseguiu levantar a milícia e o plano acabou fracassando. Não é verdade, como às vezes relatado, que Thomas Jefferson ordenou que Michaux deixasse os Estados Unidos depois de saber de seu envolvimento com Genet. Embora Jefferson não apoiasse as ações de Genet, ele estava ciente das instruções de Genet para Michaux e até forneceu a Michaux cartas de apresentação ao governador de Kentucky.
Em seu retorno à França em 1796, ele naufragou, mas a maioria de seus espécimes sobreviveu. Seus dois jardins americanos pereceram. Saunier, com seu salário não pago, cultivava batatas e feno e pagava impostos sobre a propriedade de Nova Jersey, que agora ainda é lembrada como "O Jardim do Francês", parte do Cemitério Machpelah em North Bergen .
Em 1800, Michaux partiu com a expedição de Nicolas Baudin para a Austrália, mas deixou o navio nas Maurícias. Ele então foi a Madagascar para investigar a flora daquela ilha. Michaux morreu em Tamatave, em Madagascar, de febre tropical por volta das 9h do dia 11 de outubro de 1802. Seu trabalho como botânico foi feito principalmente no campo, e ele contribuiu em grande parte para o que era conhecido anteriormente da botânica de o Oriente e da América.
Em 1800, em sua visita aos Estados Unidos, Pierre Samuel Du Pont de Nemours, preocupado com os jardins botânicos abandonados, escreveu ao Institut de France, que enviou o filho de Michaux, François André Michaux, para vender as propriedades. Ele vendeu o jardim perto de Charleston, mas a preocupação expressa por Du Pont e seu irmão Eleuthère Irénée du Pont preservou o jardim de Nova Jersey aos cuidados de Saunier e continuou a apoiá-lo. Saunier continuou a enviar sementes para a França pelo resto de sua vida, e é creditado por ter introduzido nos jardins a chinquapina (Castanea pumila) e o feijoeiro fumegante (Catalpa bignonioides).

## Publicações
- Histoire des chênes de l'Amérique septentrionale, Google Livros, Paris, Imprimerie Crapelet, 1801.
- Flora Boreali-Americana em Botanicus, 2 vol., Paris et Strasbourg, Levrault, 1803.

Há muitas referências a uma obra inédita de André Michaux no livro de seu filho, François André, Histoire des arbres forestiers de l'Amérique septentrionale. A partir da publicação de três volumes 1810-1813.